# Военные преступления в ходе гражданской войны в Ливии
Военные преступления в ходе гражданской войны в Ливии — это военные преступления, совершённые воюющими сторонами в ходе гражданской войны в Ливии 2011 года.
Как заявил главный прокурор Международного уголовного суда Луис Морено-Окампо:

Есть обвинения в преступлениях, совершенных НАТО, есть обвинения, в преступлениях, совершенных силами ПНС… а также обвинения в новых преступлениях, совершенных силами, верными Каддафи. Все обвинения будут расследованы беспристрастно и независимо.
— 
В докладе, опубликованном 13 сентября 2011 года правозащитной организацией "Международная амнистия" (Amnesty International), говорится, что все лица, совершавшие военные преступления и преступления против человечности в Ливии, - как сторонники Переходного национального совета (ПНС), так и сторонники Муаммара Каддафи - должны предстать перед судом. "Для того, чтобы восстановить страну, основываясь на принципах законности и уважения прав человека, необходимо добиться того, чтобы все подобные преступления были расследованы. Виновные должны предстать перед судом, независимо от того, какое положение и чью сторону в конфликте они занимают", "Если же им будет позволено уйти от правосудия, это будет сигналом того, что серьезные случаи нарушения прав человека в Ливии и впредь будут оставлять без внимания".

## Обвинения солдат Муаммара Каддафи в военных преступлениях
В начале войны в Ливии 26 февраля 2011 Совет Безопасности ООН принял резолюцию 1970, в которой было сказано: СБ ООН постанавляет передать вопрос о ситуации в Ливийской Арабской Джамахирии в период с 15 февраля 2011 года на рассмотрение Прокурора Международного уголовного суда. 16 мая прокуратура МУС потребовала санкции на арест Муаммара Каддафи по обвинению в преступлениях против человечности. 27 июня Международный уголовный суд выдал ордер на арест Муаммара Каддафи, Сейфа аль-Ислама и главы разведслужбы страны Абдуллы ас-Сенусси по обвинению в наборе наемников и нападениях на участников антиправительственных демонстраций и других преступлениях.
В докладе, опубликованном 13 сентября 2011 года правозащитной организацией «Международная амнистия» говорится, что «организация нашла свидетельства того, что в ходе конфликта в стране войска, верные Муаммару Каддафи, допустили многочисленные нарушения Международного гуманитарного права, которые в ряде случаев можно считать военными преступлениями. При выборе целей войска Каддафи не учитывали возможность того, что могут пострадать мирные жители, а также непосредственно совершали нападения на гражданских лиц». В докладе также отмечается, что сторонники Каддафи расстреливали участников мирных демонстраций, незаконно задерживали людей, применяли пытки и жестокие методы допроса к арестованным. По мнению МА, эти действия могут классифицироваться как преступления против человечности.

## Обвинения солдат Переходного Национального Совета в военных преступлениях
Агентство Франс Пресс передаёт информацию оказавшегося в его распоряжении доклада Комиссии ООН по расследованию военных преступлений и нарушений прав человека в ходе гражданской войны в Ливии. Из этого доклада следует, что сторонники ПНС совершили многочисленные военные преступления в ходе конфликта и продолжают репрессии в отношении меньшинств и предполагаемых сторонников Каддафи. В частности, в последние месяцы войны силы Переходного национального совета (ПНС) Ливии вели массированные неприцельные обстрелы основных бастионов войск Каддафи, в первую очередь, города Сирт. "Масштаб разрушений в Сирте и тип использованного (силами ПНС) вооружения говорит о том, что атаки были неизбирательными".
Международная правозащитная организация Amnesty International обвинила сторонников ПНС Ливии в военных преступлениях, пытках людей и массовых убийствах. Amnesty International отмечает ливийские мятежники были причастны к похищениям людей, насильственным задержаниям и пыткам, что можно квалифицировать как военные преступления.
В докладе, опубликованном 13 сентября 2011 года правозащитной организацией "Международная амнистия" говорится, что "со стороны сил оппозиции, впрочем, в меньшем количестве, также были отмечены случаи несоблюдения прав человека и положений Международного гуманитарного права, в том числе наблюдались многочисленные нападения на лиц, принимаемых за наемников и сторонников Каддафи". Речь идет о значительном числе случаев, когда силы ПНС убивали чернокожих африканцев, большое число которых, согласно широко распространенным в Ливии слухам, выступали в качестве наёмых солдат на стороне Каддафи. В обращении к сторонникам ПНС "Международная амнистия" подчеркивает необходимость покончить с произвольными арестами и отпустить уже задержанных без достаточных доказательств лиц, покончить с насилием против гражданских лиц, не допускать применения пыток к военнопленным и заключенным, обеспечить соблюдения закона в стране, восстановив работу полицейских и судебных структур. Также особое внимание обращается на необходимость борьбы с расизмом и ксенофобией, которые привели к расправам над чернокожими. Кроме того, правозащитники рекомендуют ПНС незамедлительно учредить структуры, которые будут следить за соблюдением прав граждан и сотрудничать с международными организациями в поиске военных преступников.. «Перед ПНС стоит непростая задача удержать под контролем бойцов оппозиции и отряды самообороны, на которых лежит ответственность за серьезные нарушения прав человека и в том числе военные преступления, однако совет не торопится признать их вину», - считают в Amnesty International. «Представители оппозиции, с которыми поделилась своим беспокойством Amnesty International, осудили эти нарушения, но часто минимизировали их масштаб и серьезность». Среди множества примеров нарушений прав человека в Amnesty International приводят произошедший в самом начале восстания случай, когда отряд солдат Каддафи попал в плен к мятежникам: некоторые из них были «забиты до смерти, по меньшей мере трое повешены, а остальные убиты после того, как были захвачены в плен или сдались». Кроме того, как подчеркивают в организации, представители ПНС ничего не сделали, чтобы исправить ошибочное утверждение о том, что все выходцы из стран к югу от Сахары были наемниками.
В докладе, который был подготовлен авторитетной международной правозащитной организацией Human Rights Watch, базирующейся в Нью-Йорке, говорится, что расправа над лидером Ливийской Джамахирии Муаммаром Каддафи и его окружением, устроенная 20 октября 2011 года, представляет собой военное преступление.
По словам её экспертов, собранные ими новые данные указывают на «очевидную казнь» без суда и следствия боевиками «базирующихся в Мисурате вооруженных группировок» не только Муаммара Каддафи и его сына Мутассима, но и «десятков пленников» из числа тех, кто находился в окружении прежнего ливийского руководителя в последний день его жизни. Мятежники "казнили по меньшей мере 66 пленников в находящейся поблизости гостинице «Махари». Полученная Human Rights Watch информация указывает на то, что Мутассим Каддафи, раненый при первоначальном боестолкновении автоколонны отца и повстанцев, был доставлен живым из Сирта в Мисурату, где его вскоре убили. Сам истекавший кровью Муаммар Каддафи был зверски избит. Кроме того, его кололи штыком, свидетельствует организация, ссылаясь на видеозаписи, сделанные самими мятежниками на камеры мобильных телефонов.
В соответствии с изложенными в докладе сведениями, 22 октября 2011 года сотрудники Human Rights Watch обнаружили в гостинице «Махари» останки не менее 53 человек, причем у многих из погибших руки были связаны за спиной.

## Обвинения солдат НАТО в военных преступлениях
Агентство Франс Пресс передаёт информацию оказавшегося в его распоряжении доклада Комиссии ООН по расследованию военных преступлений и нарушений прав человека в ходе гражданской войны в Ливии. Из этого доклада следует, что "из 20 расследованных налетов НАТО комиссия выявила пять налетов, в ходе которых были убиты 60 мирных жителей, 55 получили ранения".. Генсек НАТО Андерс Фог Расмуссен не стал комментировать выводы этого доклада. "Что касается конкретных цифр, я это не комментирую, поскольку у меня нет подтверждения этих цифр", - сказал он на пресс-конференции в Брюсселе. При этом, Рассмусен отметил, что комиссия пришла к выводу, что НАТО принимала необходимые меры во избежание жертв среди гражданского населения в Ливии.
20 марта 2011 генеральный Секретарь Лиги арабских государств, Амр Муса заявил, что то «что происходит в Ливии отличается от цели введения бесполетной зоны и мы хотели защиты граждан Ливии, а не бомбардировку многих граждан».
В заявлении официального представителя МИД РФ А. К. Лукашевича о ситуации вокруг Ливии говорится, что «по поступающим сообщениям, в ходе воздушных налетов на Ливию были нанесены удары, в том числе и по объектам невоенного характера в гг. Триполи, Тархуна, Маамура, Жмейл. В результате, как сообщается, погибли 48 мирных граждан и свыше 150 были ранены. Частично разрушен медицинский кардиологический центр, пострадали дороги и мосты. В этой связи настоятельно призываем соответствующие государства прекратить неизбирательное применение силы. Твёрдо исходим из недопустимости использования мандата, вытекающего из резолюции 1973 СБ, принятие которой было весьма неоднозначным шагом, для достижения целей, явно выходящих за рамки её положений, предусматривающих меры только для защиты гражданского населения»..
30 марта 2011 Йовери Кагута Мусевени, президент Уганды, говоря о гражданской войне и интервенции в Ливии сказал, что «Запад открыто исповедует принцип двойных стандартов. В Ливии он закрывает небо и готов к интервенции. В Бахрейне и других регионах, где режимы его устраивают, он закрывает глаза на любые, куда более страшные, чем в Ливии, зверства». «Складывается ощущение, что Запад начал бомбить Ливию как раз накануне приезда туда комиссии Африканского союза именно для того, чтобы комиссия не смогла увидеть и огласить, что там происходит на самом деле.» 
25 мая 2011 в заявлении Уполномоченного МИД России по вопросам прав человека, демократии и верховенства права К. К.Долгова по Ливии говорится, что «из Ливии поступили тревожные известия об очередном, наиболее мощном авиаударе коалиционных сил по Триполи. Разрушению вновь подверглись объекты, не имеющие военного характера. Сообщается о погибших мирных жителях.
29 мая 2011 католический апостольский викарий Триполи епископ Джованни Мартинелли приехал в Италию, чтобы обратить внимание мирового сообщества на страдания мирного населения Ливии из-за бомбардировок страны авиацией НАТО. Как сообщает радио Ватикана, епископ в Италии заявил, что несколько гражданских лиц погибли на его глазах.
30 мая 2011 два известных французских адвоката, Жак Верже и бывший министр иностранных дел Ролан Дюма, объявили в столице Ливии Триполи о намерении подать иск против президента Франции Николя Саркози, обвинив его в «преступлениях против человечности». Дюма отметил, что он был «поражен, увидев, что эта операция НАТО, направленная на защиту мирных жителей, в настоящее время стала причиной их гибели».